# Die keusche Kokotte
Die keusche Kokotte ist ein deutscher Stummfilm aus dem Jahre 1929 von Franz Seitz senior mit Otto Gebühr, Maly Delschaft und Alfons Fryland in den Hauptrollen. Lia Eibenschütz in der Titelrolle zu sehen.

## Handlung
Der soignierte und angesehene Konsul van Laaden ist mit einer deutlich jüngeren Frau verheiratet, die trotz Ehebund nicht aufhören mag, mit anderen Männern zu flirten und sich dem Vergnügen hinzugeben. Eines Tages wird es dem Herrn Konsul zu bunt, und er plant, es seiner Frau heimzuzahlen und sie eifersüchtig zu machen. Für die zu erteilende Lektion muss eine blutjunge Konkurrentin her! In der kleinen, unbedarften Maniküre Mary Meier hat der Konsul bereits eine passende Kandidatin für die Rolle einer „ständigen Freundin“ aufgetan. Die ist gerade selbst verliebt, der Mann ihrer Träume, Graf Sorrenti, scheint aber unerreichbar. Und so haben der Konsul und die Maniküre gute Gründe, eine Scheinliaison einzugehen, um die jeweiligen eigentlichen Zielpersonen für sich zu gewinnen. 
Van Laaden hat mit seiner Strategie Erfolg, gefällt es seiner Gattin doch ganz und gar nicht, dass sich eine Zweitfrau in beider Eheleben einzuschleichen droht, mit der der auf Freiersfüßen wandelnde Konsul sogar in den Urlaub in die Schweiz reist! Und so eilt Frau Konsulin ihrem scheinbar untreuen Mann hinterher, um schlussendlich festzustellen, dass diese scheinbare Kokotte Mary in Wahrheit doch ziemlich keusch ist und dass ein Leben an Heim und Herd auch seine Vorzüge haben kann. Auch der bis dahin ziemlich indifferente Graf Sorrenti hat seine Lektion begriffen, nämlich dass er Mary zu Unrecht bislang geflissentlich übersehen hat. Und so wird aus der keuschen Kokotte schließlich seine Ehefrau.

## Produktionsnotizen
Gedreht von Dezember 1928 bis Januar 1929 im Geiselgasteig-Atelier von München sowie mit Außenaufnahmen in St. Moritz und Umgebung, passierte Die keusche Kokotte die Zensur am 27. Februar 1929 und wurde am 20. März desselben Jahres in Berlins Marmorhaus uraufgeführt. Die Länge des mit Jugendverbot belegten Sechsakters betrug 2160 Meter. 
Die Filmbauten gestaltete Ludwig Reiber.

## Kritiken
Die Filmkritik lobte vor allem die „Wiederentdeckung“ des Schauspielers Otto Gebühr, der im kollektiven Gedächtnis als ewiger Fridericus Rex des deutschen Films haften blieb. Nachfolgend drei Beispiele:
Georg Herzberg schrieb im Film-Kurier: „Erfreulicher Ansatz zur deutschen Film-Komödie. (…) Franz Seitz erweist sich der Aufgabe voll gewachsen. Er hat den Amerikanern viel abgesehen und mit gesundem Instinkt das für deutsche Verhältnisse Brauchbare übernommen. (…) Man muß es Franz Seitz hoch anrechnen, dass er einen so ausgezeichneten Schauspieler wie Otto Gebühr für den modernen Spielfilm neu entdeckt hat. Gebühr ist nicht nur der wandlungsfähige Darsteller historischer Rollen. Hier erscheint er als überlegener, fein pointierender Komödienspieler, der auch die schwierigsten Szenen sicher bewältigt. Maly Delschaft, die es über sich brachte, der Rolle gemäß ungünstig auszusehen, hat eine Reihe gut geführter mimischer Dialoge … Leider ist Lia Eibenschütz in der Titelrolle sehr schwach.“
Auch Hans Kafka lobte in Tempo die Wiederentdeckung Gebührs: „Am interessantesten: Die Wahrnehmung, was für ein guter Schauspieler Otto Gebühr gewesen sein muß, bevor ihm die Fridericus-Ähnlichkeit zum Verhängnis wurde. In dieser Darstellung eines alten Konsuls … sind respektable Rudimente von Kunst und Können zu konstatieren. Allerdings, das ‚Schreiten‘ über die Treppe von Sanssouci ist Rex Gebühr nicht gut bekommen, er hat das Gehen verlernt. Ansonsten noch die reizende Lia Eibenschütz, die man viel zu selten sieht.“
Hanns Horkheimer befand im Berliner Tageblatt über die schauspielerischen Leistungen: Otto Gebühr „pendelt zwischen Fridericus und einem jovialeren Siegfried Arno. Gleitet zunächst öfter aus und jongliert später recht charmant. Maly Delschaft soll seine Gattin spiele, aber so spielt man keine Konsulin, so spielte man eine Soubrette anno 1908. Anmutig Lia Eibenschütz, doch unglücklich mitunter im Spiel.“